# Moerashert
Het moerashert (Blastocerus dichotomus) is een vrij grote Zuid-Amerikaanse hertensoort. Het komt voor in Argentinië, Brazilië, Peru, Bolivia, Uruguay en Paraguay.

## Kenmerken
De soort kan tot twee meter lang kan worden, bij een schouderhoogte van 1 tot 1,2 meter. De staartlengte bedraagt 25 cm en het gewicht 100 tot 140 kg. De kleur van hun vacht verandert met het seizoen: in de zomer roodbruin en in de winter donkerder. Het aangezicht is lichtgekleurd, maar met wat zwart rond neus en lippen. De grote oren zijn aan de binnenzijde bijna wit behaard. De jongen van het dier zijn niet gevlekt. 
De lange donker gekleurde poten maken waden door moeras mogelijk. Tussen de tenen van de voor een hert grote hoeven bevinden zich vliezen die daarbij van pas komen. Ook vergemakkelijken ze het zwemmen. 

## Leefwijze
Het moerashert leeft in draslandgebieden, met name de Pantanal en in Gran Chaco, waar de waterdiepte minder dan 70 cm diep bedraagt. Het is een snelle zwemmer. De hoge vegetatiedichtheid in de moerassen beschermt het hert tegen roofdieren. Het dier verplaatst zich niet over grote afstanden. Ondanks de per seizoen wisselende waterstand is er altijd voldoende voedsel te vinden. Moerasherten eten gras, riet, waterplanten en struiken. Ze leven solitair of in groepjes van twee of drie.

## Bedreiging
De vernietiging van habitat door ontginning is de belangrijkste bedreiging voor de soort. Het droogleggen van moerassen voor landbouw en veehouderij vermindert het leefgebied in Argentinië en Brazilië ieder jaar met honderden hectares. Besmettelijke runderziektes vormen ook een probleem, hoewel het hert geen last heeft van brucellose. Predators, zoals jaguar (Panthera onca) en poema (Puma concolor), zijn bijna volledig uit het leefgebied verdwenen. De stroperij die plaatsvond vanwege het gewei is redelijk onder controle.
In 2018 is in Argentinië het Nationaal Park Ciervo de los Pantanos tot stand gekomen met het oogmerk het moerashert te beschermen. 